# HomeStory Cup
La HomeStory Cup (HSC) est une série de tournois de StarCraft II au cours duquel Dennis « TaKe » Gehlen, l'organisateur de la compétition, invite des joueurs connus du monde entier dans son appartement afin de commenter les parties dans une atmosphère conviviale. Ils sont parfois rejoints par des commentateurs. Ce format de compétition a eu du succès et les audiences et gains totaux à gagner augmentent au fil des éditions.

## Palmarès
Code couleur des trois races :  Protoss  Terran  Zerg  Aléatoire.
| Édition            | Date                      | Vainqueur    | Finaliste   |
| ------------------ | ------------------------- | ------------ | ----------- |
| HomeStory Cup I    | 11 et 12 septembre 2010   | (T) DeMusliM | (T) Brat_OK |
| HomeStory Cup II   | 15 et 16 janvier 2011     | (P) White-Ra | (P) NaNiwa  |
| HomeStory Cup III  | Du 23 au 26 juin 2011     | (P) HuK      | (P) NaNiwa  |
| HomeStory Cup IV   | Du 5 au 8 janvier 2012    | (P) MC       | (T) Sound   |
| HomeStory Cup V    | Du 5 au 7 juillet 2012    | (Z) Nerchio  | (P) YongHwa |
| HomeStory Cup VI   | Du 19 au 22 décembre 2012 | (Z) Snute    | (Z) Symbol  |
| HomeStory Cup VII  | Du 20 au 23 juin 2013     | (T) TaeJa    | (Z) Snute   |
| HomeStory Cup VIII | Du 14 au 17 novembre 2013 | (T) TaeJa    | (Z) HyuN    |
| HomeStory Cup IX   | Du 5 au 8 juin 2014       | (T) TaeJa    | (P) MC      |
| HomeStory Cup X    | Du 13 au 16 novembre 2014 | (P) PartinG  | (T) Flash   |

## Dixième édition
Pour la dixième édition de la HomeStory Cup, l'événement ne se passe pas à l'appartement de Take mais dans une boîte de nuit de Krefeld, le Königsburg.

### Format

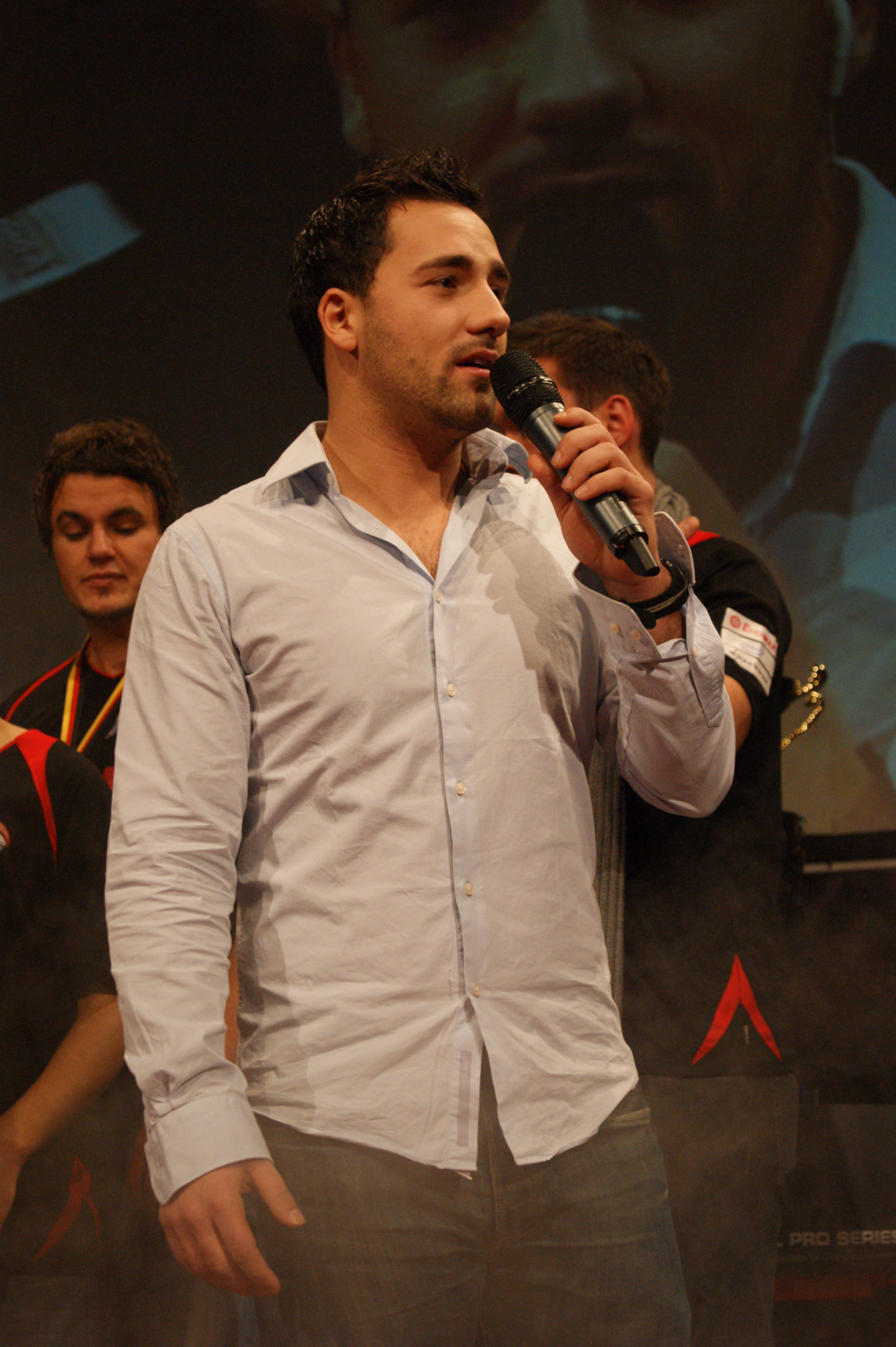
TaKe, l'organisateur de la HomeStory Cup.

32 joueurs participent au tournoi et 28 d'entre eux sont invités. Les quatre autres sont issus des qualifications :
- un joueur des qualifications coréennes parmi 61 participants ;
- un joueur des qualifications américaines parmi 39 participants;
- deux joueurs des qualifications européennes parmi 151 participants.

Ces quatre joueurs vont ensuite concourir au Top 4 Qualifier Tournament pour un voyage tous frais payés en Allemagne pour aller aux studios de la HomeStory Cup.
Le tournoi est ensuite divisé en deux étapes :
- Les phases de groupe (best-of-3, deux parties gagnantes) :
  1. les seizièmes de finale (Ro32) : huit groupes de quatre joueurs ;
  2. les huitièmes de finale (Ro16) : quatre groupes de quatre.

Les groupes se déroulent dans le format dual tournament : 
1. Les quatre joueurs sont divisés en 2 matchs.
2. Les gagnants s'affrontent au match des gagnants, le joueur qui remporte la rencontre prend la première place et est qualifié pour le niveau suivant (seconde phase de groupe ou quarts de finale).
3. Les perdants des premiers matchs s'affrontent au match des perdants. Le perdant de la rencontre prend la dernière place du groupe et est éliminé.
4. Le gagnant du match des perdants et le perdants du match des gagnants s'affrontent dans un cinquième match. Le gagnant prend la deuxième place du groupe et est inscrit au niveau suivant (seconde phase de groupe ou quarts de finale). Le perdant est éliminé.

- Les phases finales :
  1. quarts de finale et demi-finales : best-of-5 (trois parties gagnantes) ;
  2. grandes finales : best-of-7 (quatre parties gagnantes).

### Résultats
| Place(s)        | Joueur      | Récompense | Équipe           |
| Vainqueur       | (T) PartinG | 10 000 USD | Yoe Flash Wolves |
| --------------- | ----------- | ---------- | ---------------- |
| Finaliste       | (T) Flash   | 6 500 USD  | KT Rolster       |
| Demi-finalistes | (T) TaeJa   | 2 500 USD  | Team Liquid      |
| Demi-finalistes | (Z) Losira  | 2 500 USD  | MVP              |
| 5 à 8           | (Z) Snute   | 875 USD    | Team Liquid      |
| 5 à 8           | (Z) HyuN    | 875 USD    | Team ROCCAT      |
| 5 à 8           | (Z) Jaedong | 875 USD    | Evil Geniuses    |
| 5 à 8           | (T) TY      | 875 USD    | KT Rolster       |

## Neuvième édition

### Format
Similaire à la dixième édition, excepté le fait que 24 joueurs ont été invités et huit issus des qualifications.

### Résultats
| Place(s)        | Joueur       | Récompense | Points gagnés | Équipe         |
| Vainqueur       | (T) TaeJa    | 10 000 USD | 750           | Team Liquid    |
| --------------- | ------------ | ---------- | ------------- | -------------- |
| Finaliste       | (P) MC       | 6 500 USD  | 500           | Sans équipe    |
| Demi-finalistes | (Z) Scarlett | 2 500 USD  | 375           | Team Acer      |
| Demi-finalistes | (T) Dayshi   | 2 500 USD  | 375           | Millenium      |
| 5 à 8           | (Z) Jaedong  | 875 USD    | 250           | Evil Geniusees |
| 5 à 8           | (T) MMA      | 875 USD    | 250           | Team Acer      |
| 5 à 8           | (T) Bomber   | 875 USD    | 250           | Red Bull       |
| 5 à 8           | (T) jjakji   | 875 USD    | 250           | mYinsanity     |
| 9 à 16          | (Z) Snute    | 0 USD      | 125           | Team Liquid    |
| 9 à 16          | (P) HasuObs  | 0 USD      | 125           | mousesports    |
| 9 à 16          | (Z) Armani   | 0 USD      | 125           | Samsung Galaxy |
| 9 à 16          | (P) Stork    | 0 USD      | 125           | Samsung Galaxy |
| 9 à 16          | (A) Balloon  | 0 USD      | 125           | mYinsanity     |
| 9 à 16          | (P) NightEnD | 0 USD      | 125           | NewRoSoft      |
| 9 à 16          | (P) MaNa     | 0 USD      | 125           | Team Liquid    |
| 9 à 16          | (Z) TLO      | 0 USD      | 125           | Team Liquid    |

Remarques : Le match de la troisième place n'a pas eu lieu lors de l'édition IX, les demi-finalistes ont été récompensés de 2 500 USD chacun.

## Huitième édition

### Format
Similaire à la dixième édition, excepté le fait que 29 joueurs ont été invités et trois issus des qualifications.

### Résultats
| Place(s)           | Joueur         | Récompense | Équipe         |
| Vainqueur          | (T) TaeJa      | 10 000 USD | Team Liquid    |
| ------------------ | -------------- | ---------- | -------------- |
| Finaliste          | (Z) HyuN       | 6 500 USD  | Quantic Gaming |
| Médaille de bronze | (T) jjakji     | 3 000 USD  | mYinsanity     |
| 4                  | (Z) Symbol     | 2 000 USD  | AZUBU          |
| 5 à 8              | (P) BabyKnight | 875 USD    | Millenium      |
| 5 à 8              | (P) HerO       | 875 USD    | Team Liquid    |
| 5 à 8              | (T) Happy      | 875 USD    | Team Empire    |
| 5 à 8              | (Z) Leenock    | 875 USD    | For Our Utopia |

## Diffusion en direct
La compétition est diffusée en direct en plusieurs langues sur les web-télévisions suivantes :
- Anglais :
  - Take TV
  - Take TV Black
- Français :
  - O'Gaming TV
- Russe :
  - Pomi
  - Alex007
- Allemand : KnowMe
- Italien : Vasacast
- Polonais : EmSc2Tv
- Coréen : Cella

## Identité visuelle

Logo de la neuvième édition
Logo de la dixième édition